# Бадон
Бадон (рум. Badon) — село у повіті Селаж в Румунії. Входить до складу комуни Хереклян.
Село розташоване на відстані 395 км на північний захід від Бухареста, 9 км на північний захід від Залеу, 70 км на північний захід від Клуж-Напоки.

## Населення
За даними перепису населення 2002 року у селі проживали 660 осіб.
Національний склад населення села:
| Національність | Кількість осіб | Відсоток |
| -------------- | -------------- | -------- |
| румуни         | 626            | 94,8%    |
| цигани         | 21             | 3,2%     |
| угорці         | 13             | 2,0%     |

Рідною мовою назвали:
| Мова      | Кількість осіб | Відсоток |
| --------- | -------------- | -------- |
| румунська | 627            | 95,0%    |
| циганська | 21             | 3,2%     |
| угорська  | 12             | 1,8%     |